# جون اولسن (مجدف)
جون اولسن (بالدنماركية: Knud Olsen)‏ هو مجدف دنماركي، ولد في 2 أكتوبر 1906 في كوبنهاغن في الدنمارك، وتوفي في 13 يونيو 1994 في Ulbølle ‏ في الدنمارك.

## وصلات خارجية
- جون اولسن على موقع الاتحاد الدولي للتجديف (الإنجليزية)
- جون اولسن على موقع أوليمبيديا (الإنجليزية)